# Nawty
Nawty – osada w Polsce położona w województwie warmińsko-mazurskim, w powiecie elbląskim, w gminie Godkowo.
W latach 1975–1998 miejscowość administracyjnie należała do województwa elbląskiego.